# Dorviller
Dorviller est une ancienne commune française du département de la Moselle, rattachée à celle de Flétrange depuis 1810.

## Géographie
Dorviller est situé dans le pays de Nied, à environ 2 km au nord de la Nied allemande. Sur le plan linguistique, le village est en Moselle germanophone, dans la zone du francique mosellan.

## Toponymie
Anciennes mentions : Durveiller (1681) ; Dorville, Orvillé, Orville (xviiie siècle) ; Dorviller (1756) ; Dourville (carte Cassini).
En lorrain roman : Deurvillé. En francique lorrain : Dorwiler. En allemand : Dorweiler.

## Histoire
Avant 1790, Dorviller dépendait des Trois-Évêchés dans le bailliage de Vic, sous la coutume de l'Évêché. Sur le plan spirituel, ce village était le siège d'une cure de l'archiprêtré de Saint-Avold, dépendant de l'abbaye de Wadgassen.
La commune de Dorviller a été rattachée à celle de Flétrange par décret du 30 juin 1810.

## Démographie
| 1793 | 1800 | 1806 |
| ---- | ---- | ---- |
| 113  | 122  | 138  |

## Lieux et monuments

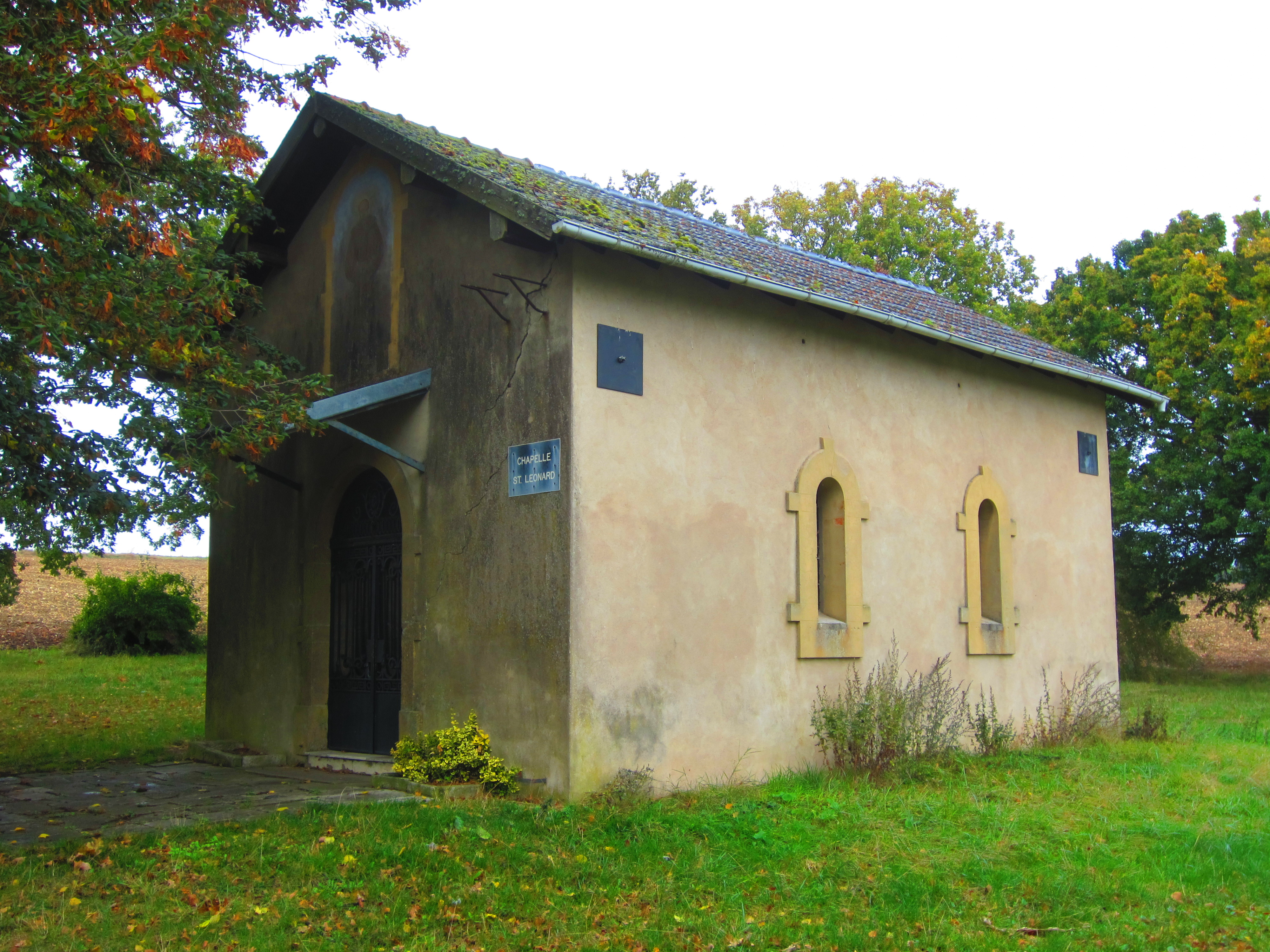

- Église Saint-Pierre
- Chapelle Saint-Léonard